# Saint-Germain-la-Chambotte
Saint-Germain-la-Chambotte era una comuna francesa situada en el departamento de Saboya, de la región de Auvernia-Ródano-Alpes, que el 1 de enero de 2016 pasó a ser una comuna delegada de la comuna nueva de Entrelacs al fusionarse con las comunas de Albens, Cessens, Épersy, Mognard y Saint-Girod.

## Demografía
| Gráfica de evolución demográfica de Saint-Germain-la-Chambotte entre 1800 y 2013 |
|                                                                                  |

Los datos demográficos contemplados en este gráfico de la comuna de Saint-Germain-la-Chambotte se han cogido de 1800 a 1999 de la página francesa EHESS/Cassini, y los demás datos de la página del INSEE.